# Piendży
Piendży (ros. Пенджи) – wieś w Rosji, w Dagestanie, w rejonie tabasarańskim. W 2010 liczyła 314 mieszkańców, głównie Azerów.